# Галіфакс (аеропорт)

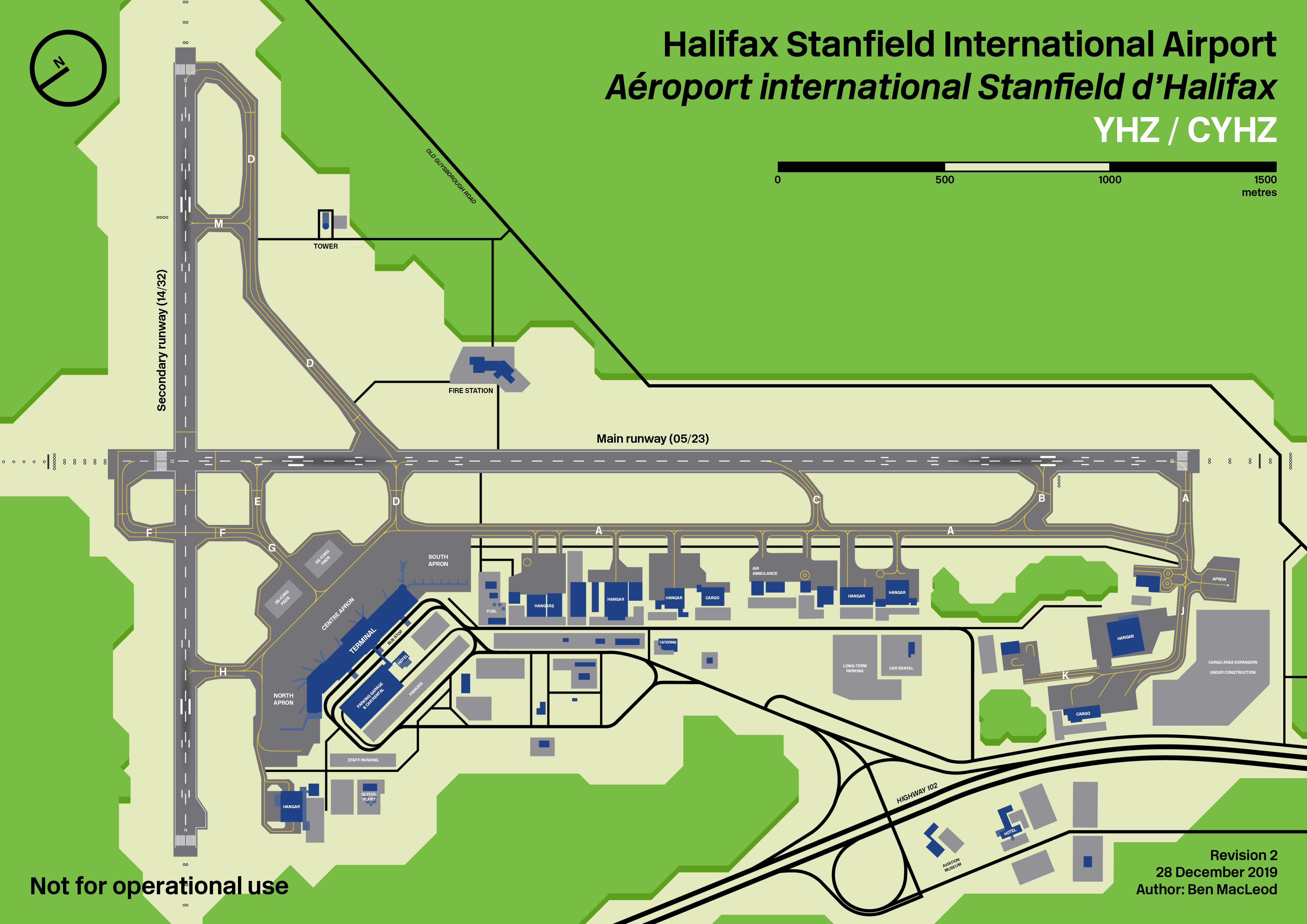
Схема аеропорту Стенфілд

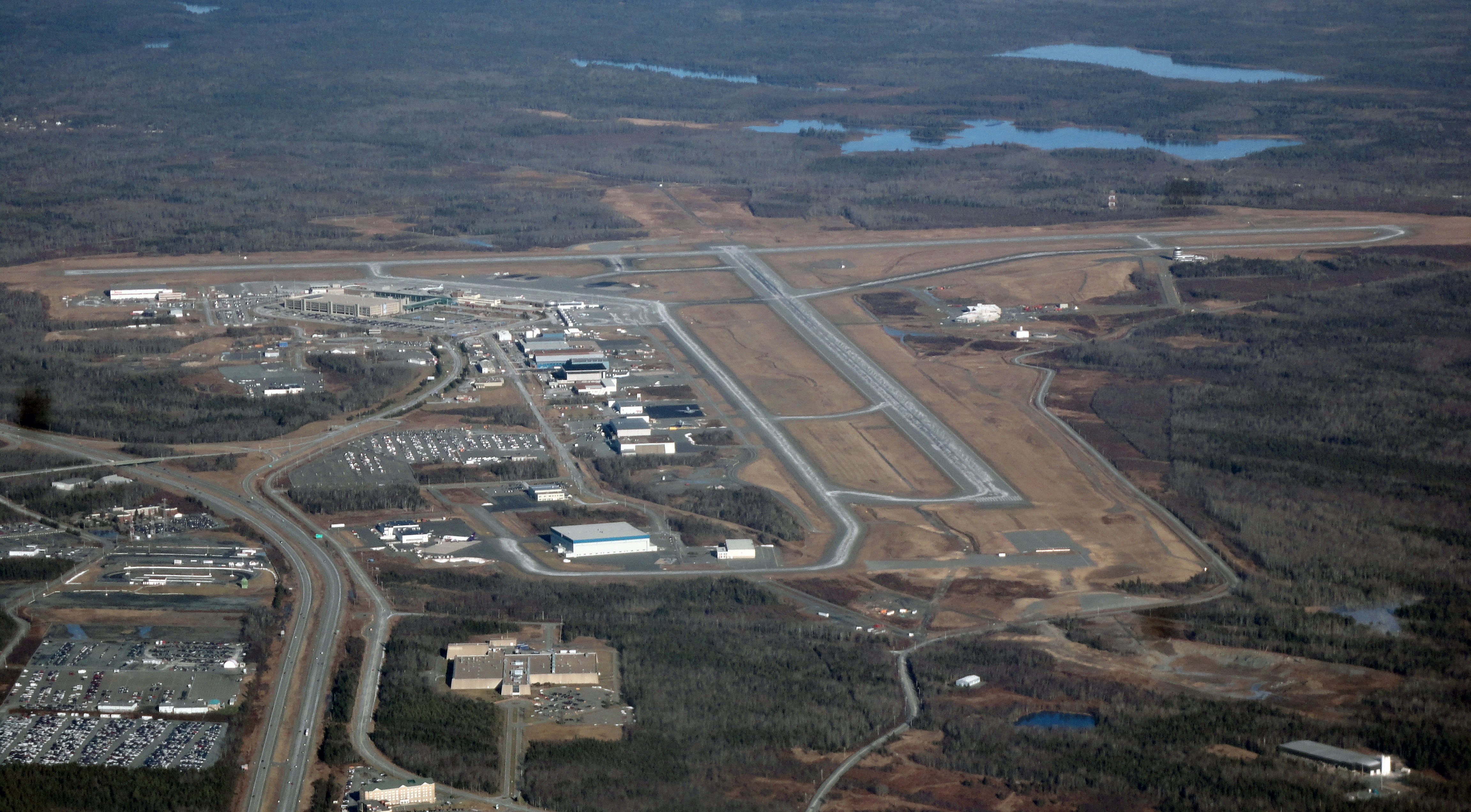
Вид на аеропорт з повітря

Міжнародний аеропорт Галіфакс-Стенфілд (IATA: YHZ, ICAO: CYHZ) — канадський міжнародний аеропорт у Гофсі, Нова Шотландія, сільській громаді регіонального муніципалітету Галіфакса. Він обслуговує регіон Галіфакс, материкову частину Нової Шотландії та прилеглі райони сусідніх морських провінцій. Аеропорт названий на честь Роберта Стенфілда, 17-го прем'єр-міністра Нової Шотландії та лідера федеральної Прогресивно-консервативної партії Канади.